# Episodi di Tandem (terza stagione)
La terza stagione della serie televisiva Tandem, composta da 12 episodi, ha debuttato su France 3 il 4 giugno e si è conclusa il 9 luglio 2019.
In Italia, la stagione è andata in onda dal 16 aprile al 21 maggio 2020 sul canale Giallo.
| nº | Titolo originale        | Titolo italiano         | Prima TV Francia | Prima TV Italia |
| -- | ----------------------- | ----------------------- | ---------------- | --------------- |
| 1  | Dernière joute          | L'ultima giostra        | 4 giugno 2019    | 16 aprile 2020  |
| 2  | Un parfum de mystère    | Profumo di mistero      | 4 giugno 2019    | 16 aprile 2020  |
| 3  | Hors normes             | Fuori dagli schemi      | 11 giugno 2019   | 23 aprile 2020  |
| 4  | La fièvre de l'or       | La febbre dell'oro      | 11 giugno 2019   | 23 aprile 2020  |
| 5  | Dissonance              | Dissonanza              | 18 giugno 2019   | 30 aprile 2020  |
| 6  | Sur la pente glissante  | Oltre il pericolo       | 18 giugno 2019   | 30 aprile 2020  |
| 7  | Mort aux Alizés         | Una vita nell'ombra     | 25 giugno 2019   | 7 maggio 2020   |
| 8  | Tout pour la musique    | Tutto per la musica     | 25 giugno 2019   | 7 maggio 2020   |
| 9  | Port d'attache          | La foto rubata          | 2 luglio 2019    | 14 maggio 2020  |
| 10 | Diamants noirs          | Il diamante nero        | 2 luglio 2019    | 14 maggio 2020  |
| 11 | Le Chemin des Templiers | Il Cammino dei Templari | 9 luglio 2019    | 21 maggio 2020  |
| 12 | La Peur au ventre       | Un amore pericoloso     | 9 luglio 2019    | 21 maggio 2020  |